# Wally Herbert
Walter William "Wally" Herbert (24 de Outubro de 1934 – 12 de Junho de 2007) foi um explorador, escritor e artista britânico. Em 1969, tornou-se o primeiro homem a atravessar a pé o Polo Norte, no sexagésimo aniversário da expedição famosa, mas polémica, de Robert Peary. Wally Herbert foi descrito por Sir Ranulph Fiennes como "o maior explorador polar dos nossos tempos".
Durante a sua carreira como explorador polar, mais de 50 anos, passou quinze anos nas regiões inóspitas do mundo polar, e viajou com equipas de cães e barcos abertos mais de 37 000 km - mais de metade dessa distância em áreas inexploradas. Recebeu a Medalha Polar, a Medalha dos Exploradores e o título de Cavaleiro.

## Obras publicadas
- The Polar World,  2007
- The Noose of Laurels, 1989
- Polar Deserts
- Hunters of the Polar North
- Eskimos, Wally Herbert (ganhou o Deutscher Jugendliteraturpreis (Prémio Alemão para os Jovens Escritores) em 1977)
- North Pole
- Across the Top of the World
- A World of Men